# Marcel Ruiz
Pour les articles homonymes, voir Marcel Ruiz (acteur) et Ruiz.
Marcel Ruiz, né le 26 octobre 2000 à Mérida au Mexique, est un footballeur international mexicain qui évolue au poste de milieu offensif au Deportivo Toluca.

## Biographie

### Querétaro FC
Formé au Querétaro FC, Marcel Ruiz fait ses débuts en professionnel le 21 juillet 2018, à seulement 17 ans, lors d'un match de Liga MX contre le CF Atlas. Ce jour-là, il entre en jeu en cours de partie et les deux équipes se neutralisent (0-0). Le 22 août suivant, il inscrit son premier but en professionnel, lors d'un match de championnat face au UNAM Pumas. Titulaire au poste de milieu offensif axial ce jour-là, Ruiz donne la victoire à son équipe en marquant le seul but de la partie.

### Club Tijuana
Le 17 juin 2020 est annoncé le transfert de Marcel Ruiz au Club Tijuana.

### Deportivo Toluca
Le 21 juin 2022 est annoncé le transfert de Marcel Ruiz au Deportivo Toluca.

### En équipe nationale
En septembre 2018, Ruiz est appelé avec l'équipe du Mexique des moins de 20 ans pour participer à des matchs contre le Brésil et le Japon.

### Style de jeu
Marcel Ruiz est décrit comme un pur milieu offensif axial positionné juste derrière les attaquants, capable de trouver les espaces pour passer et doté d'une frappe de balle précise. Ruiz cite Andrés Iniesta comme idole et dont il dit s'inspirer.